# Микитенко Микола Миколайович
Микола Миколайович Микитенко (29 червня 1971 , Київ  — 14 жовтня 2020 , Київ ) — ветеран АТО, який о 3:30 ночі 11 жовтня 2020 року вчинив акт самоспалення на Майдані Незалежності в Києві, оскільки вже не бачив інших засобів «пояснити, як живемо на фронті, та як захищаємо Україну».

## Життєпис
Народився у Києві. Навчався у школі № 171. Отримав дві вищі освіти: юрист і викладач історії.
Активіст 19-ї сотні Самооборони Майдану, був контужений вибухом світлошумової гранати. Учасник російсько-української війни з 2014 року, сержант, командир взводу 1-го батальйону оперативного призначення ім. Кульчицького, брав участь у звільненні Слов'янська, де отримав тяжке поранення: під бойовою машиною, в котрій був і Микола, вибухнув фугас. У шпиталі справив незабутнє враження на шістдесятницю Маргариту Довгань, яка потім написала про нього у книзі «Шпитальні нотатки» (2018): Суворий воїн і сонячний чоловік; згадала його й у інтерв'ю до свого 90-ліття, у вересні 2020 року.
Після лікування повернувся на фронт, служив у різних військових частинах. Однак, через підірване здоров'я мусив звільнитися, отримав групу інвалідності та їздив на схід вже як волонтер, доправляючи зібрану допомогу фронтові.
Вночі 11 жовтня 2020 року Микола Микитенко, ветеран АТО з Батальйону ім. Сергія Кульчицького НГУ, підпалив себе на Майдані Незалежності в Києві на знак протесту проти політики Президента Володимира Зеленського, яку він назвав капітулянтською.
Помер о 8:45 14 жовтня, у день Захисників України. Прощання відбулося 17 жовтня на Майдані Незалежності, де він у 2013—2014 році виступав проти диктатури, і де вчинив акт самоспалення.

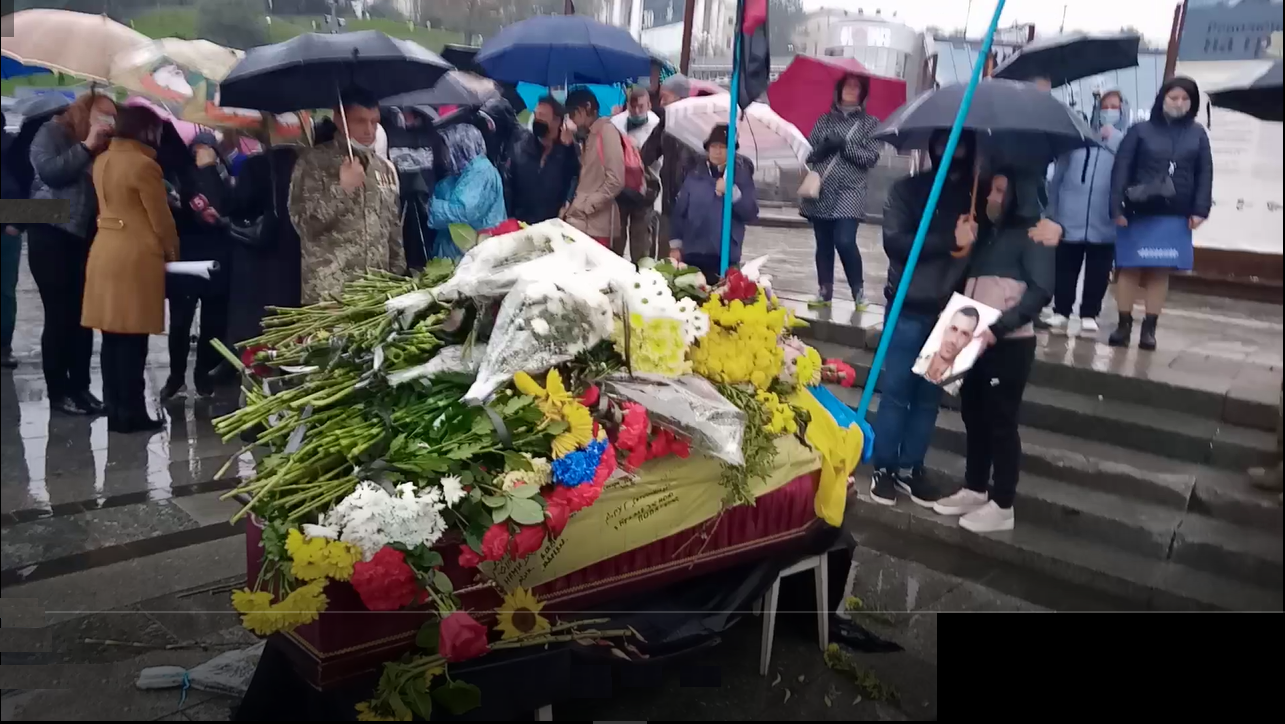
Прощання з Миколою Микитенком, жовтень 2020 року

|  | Десь там в натовпі, серед живих лежить тіло ветерана Миколи «Ворона» Микитенко. Він лежить в закритому гробу, бо його тіло обпалене вогнем. Душа його також була обпалена. Десь серед натовпу стоїть його дочка, також учасниця бойових дій, вона військовослужбовиця. Юля поховала на цій війні свого чоловіка, який загинув в бою. Тепер вона ховає батька, який не пережив наслідків війни. Ворон був дуже яскравим дядьком. Майдан, контузія на Майдані, потім війна в складі першого енгеушного батальйону, Карачун, перші бої, виноси тіл своїх побратимів. Потім поранення, лікування, знову служба в різних підрозділах, знову лікування. На Майдані почав свій шлях воїна, на Майдані і завершив. Давайте я не буду фейсбучним експертом щодо суїцидів, але їх є купа. Його вибір це, перш за все, акт звернення уваги найгучнішим способом. Кожен отримав меседж. І я в тому числі. Мені сумно і я картаю себе, що не зміг допомогти, але я зроблю все аби робити цей світ кращим. Це мій меседж від Колі. |

Похований у Житомирській області, поруч з могилою батька.
Залишилися дружина, донька Юлія (позивний Джулія).
19 жовтня донька звернулася до Президента України: так само, як багато інших моїх побратимів і посестер, ми відчуваємо, що нас не чують. І я дуже хочу, щоб влада пішла з нами на діалог. З ветеранами, з військовослужбовцями, які втрачали, гинули на сході. Я хочу, щоб ця плеяда кривава з Василя Макуха, Олекси Гірняка і тепер Миколи Микитенка закінчилась. Пане президенте! Майте мужність подивитись мені в очі. Подивитись в очі іншим ветеранам, які втрачали життя, кров і своє здоров'я на війні..